# 艾森施塔特
艾森施塔特（德語：Eisenstadt，德語發音：[ˈaɪ̯zn̩ʃtat] ⓘ）是奧地利布尔根兰州的首府，也是著名作曲家海頓服務過的埃施特哈齐家族的根據地。面積42.91平方公里，人口12,190人 （2006）。原属匈牙利王国，称基什马尔顿（Kismarton），意为“小马丁”。
城名的意思是「鐵城」。